# Somonauk
Somonauk è un villaggio degli Stati Uniti d'America, situato nello Stato dell'Illinois, diviso tra la contea di DeKalb e la contea di LaSalle.